# Rainey Glacier
Rainey Glacier är en glaciär i Antarktis. Den ligger i Östantarktis. Nya Zeeland gör anspråk på området. Rainey Glacier ligger 2 146 meter över havet.
Terrängen runt Rainey Glacier är kuperad åt nordost, men åt sydväst är den bergig. Trakten är obefolkad. Det finns inga samhällen i närheten.